# Рязан-Сайский ботанический заказник
Рязан-Сайский ботанический заказник — ботанический заказник, созданный на территории нынешнего Джаны-Джольского аильного округа Аксыйского района Джалал-Абадской области республики Киргизии решением правительства Киргизской ССР 12 мая 1987 года.
Общая площадь Рязан-Сайского государственного ботанического заказника составляет 110 гектаров и занимает весь бассейн ручья Алтыналчи (правого притока ручья Рязан-Сай), а также узкую сорокаметровую полосу поймы ручья Рязан-Сай от урочища Алтыналчи до реки Нарын.
Целью создания ботанического заказника было сохранение, воспроизводство и восстановление уникальной субтропической растительности ущелья Рязан-Сай, представленной дикорастущими видами, занесенными в Красную книгу Кыргызстана, в частности, софорой Гриффита, инжиром (винной ягодой), гранатом обыкновенным и виноградом узунакматским и другими дикорастущими лекарственными растениями республиканского значения.